# カンセケーエ
カンセケーエ（デンマーク語: kransekage）は、デンマークやノルウェーの伝統的な菓子であり、しばしばスカンジナヴィアで特別な機会に食べられる。料理名は、「花輪のケーキ」という意味である。ノルウェーでは、「塔のケーキ」を意味するtårnkakeとも呼ばれ、憲法記念日やクリスマス、結婚式、洗礼の日等に準備される。デンマークでは新年の祝いの際に食べられるが、一方、バリエーションの1つであるoverflødighedshornは、伝統的に結婚式や洗礼の際に提供される。
カンセケーエの起源は、18世紀に遡り、コペンハーゲンのパン屋が作った。

## 作り方
カンセケーエは、大きさの異なる環状のケーキを同心円状に重ねて、傾斜のきつい円錐形（通常18段以上）とする。ケーキ同士はアイシングでくっつける。ケーキ自体は、アーモンド、砂糖、卵白で作る。理想的なカンセケーエは、触ると固いが、柔らかく噛み応えがあるものである。

## 提供
カンセケーエは、個々の環状のケーキに分け、それを小さく分割して提供される。近年では、大量生産されたカンセケーエがデザートバーの形で、一年中市販されている。クリスマス前後や大晦日の前にも店頭に並ぶ。
ある文化の伝統では、結婚式で新婚夫婦がカンセケーエの一番上のケーキを持ち上げ、そこにくっついてきたケーキの数が将来恵まれる子供の数を表すとされている。
世界で最も背の高いカンセケーエは、2006年にオスロの生活協同組合（COOP）が自身の100周年を祝って焼いたものである。高さ13.17mで、700kgの生地が用いられた。

## バリエーション
結婚式で提供されるものはoverflødighedshornと呼ばれ、コルヌコピアに似た形で、チョコレート、クッキー、その他の小さな菓子が詰められる。ワインやアクアビットの瓶が中央に置かれることもあり、クラッカーや旗等のオーナメントで飾られる。
一口大のものはkransekakestengerと呼ばれ、しばしばクリスマスに準備される。元のケーキと同じように作るが、環状に成形する代わりに、5-8cmの棒状に作られる。その後、白いアイシングで飾ったり、チョコレートにティップして食べる。

## ギャラリー

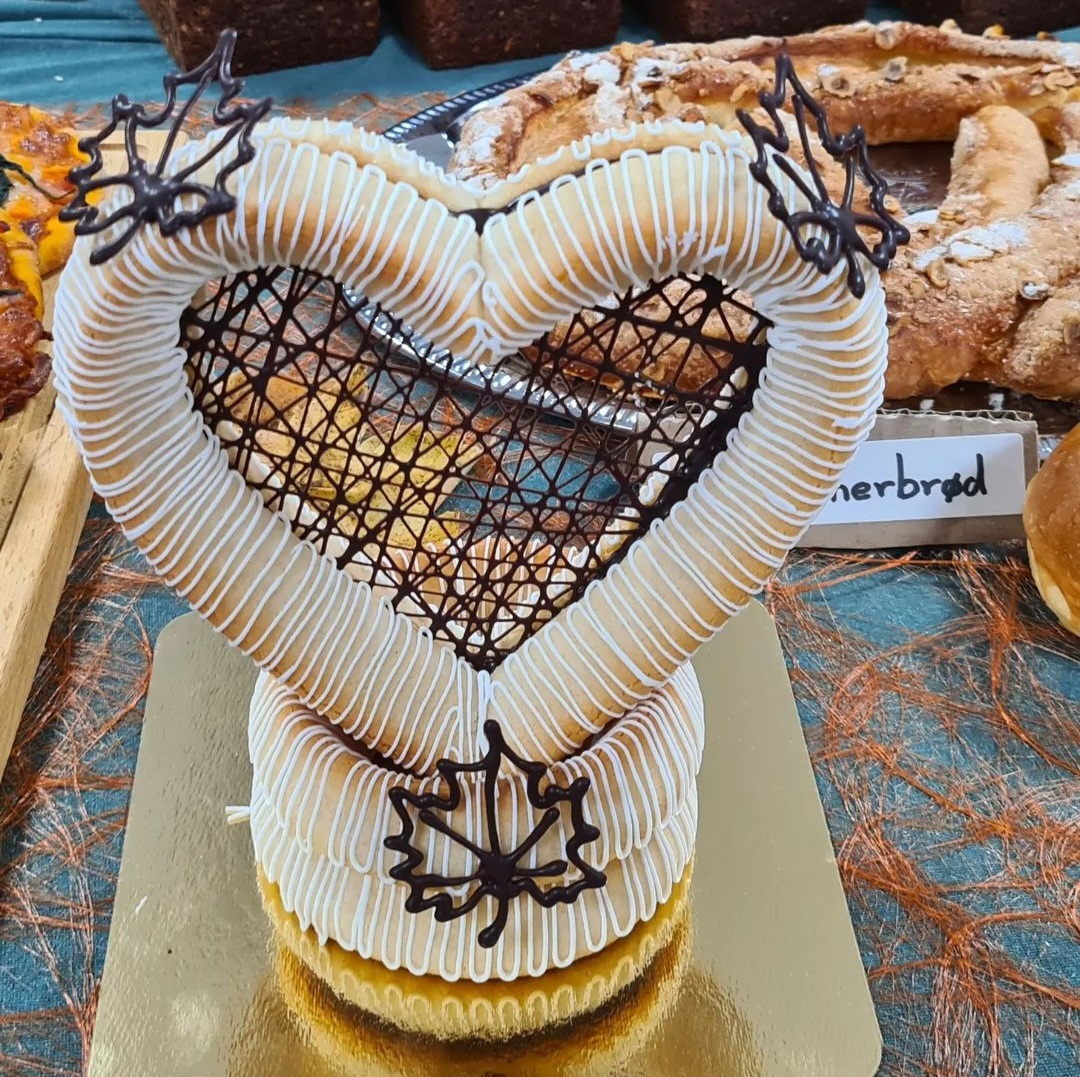
ハートの形に作ったデンマークのカンセケーエ
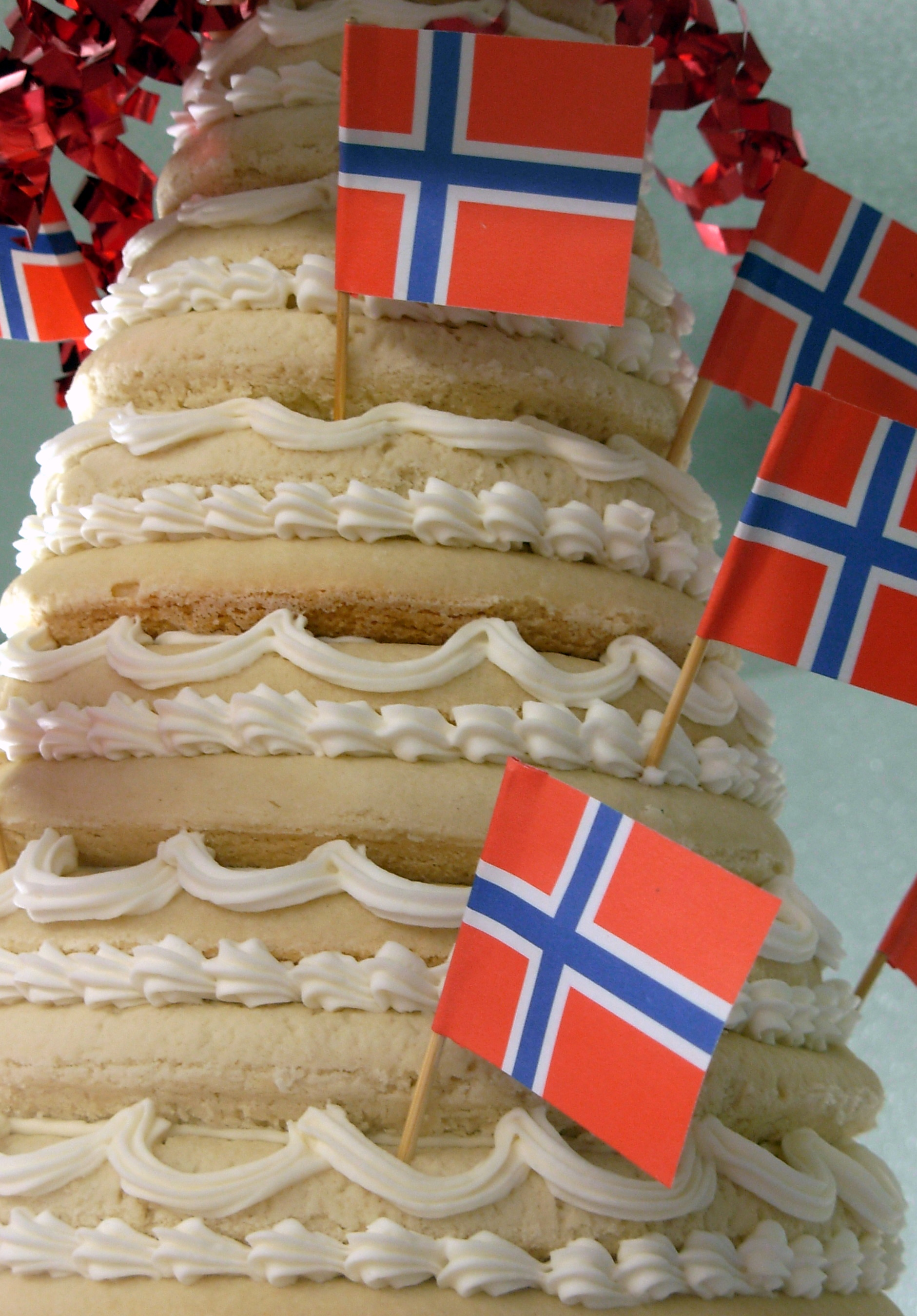
ノルウェーの国旗を飾ったカンセケーエ
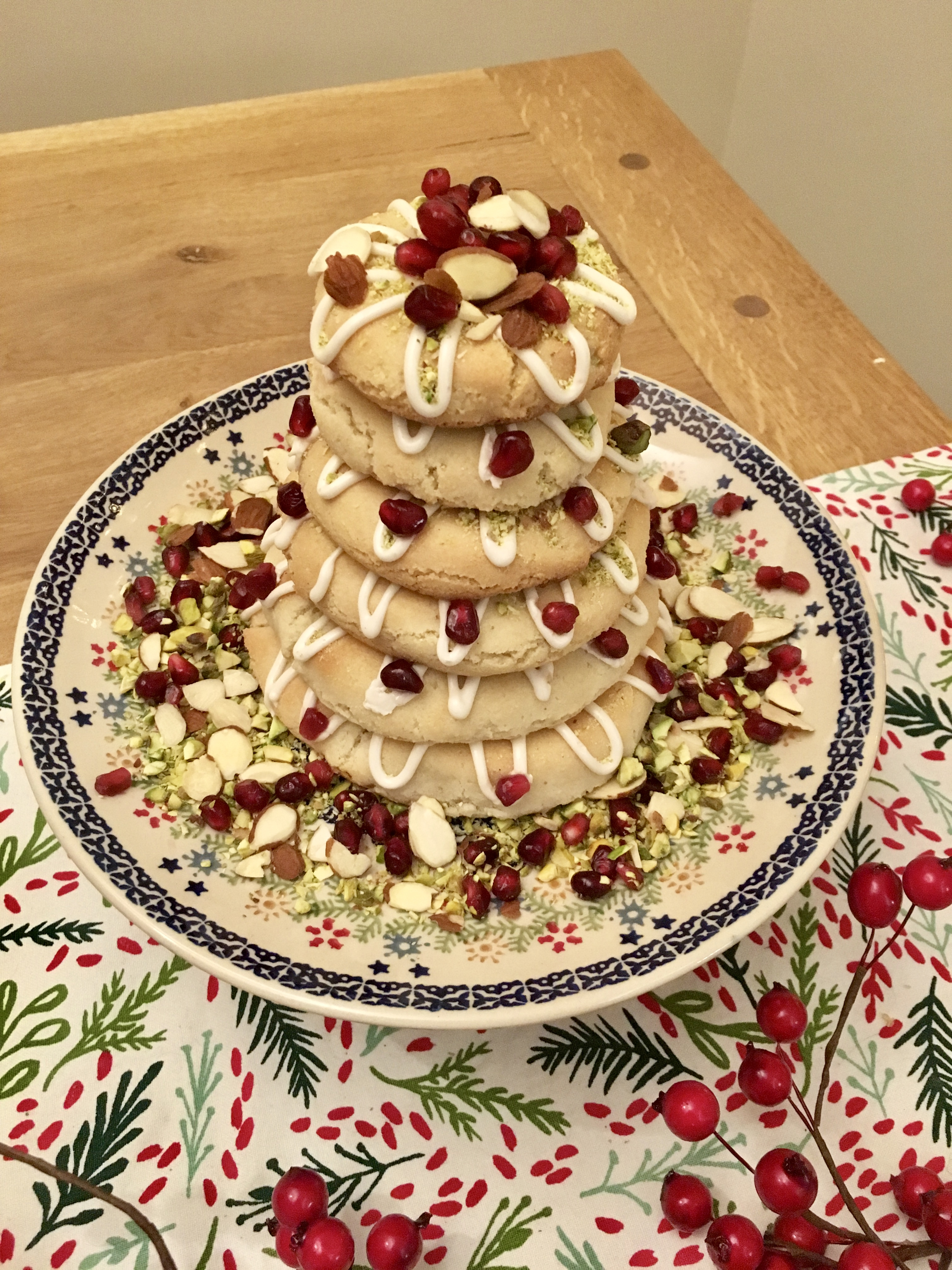
ナッツ、果物と伝統的な白いグレーズで飾った小さなカンセケーエ
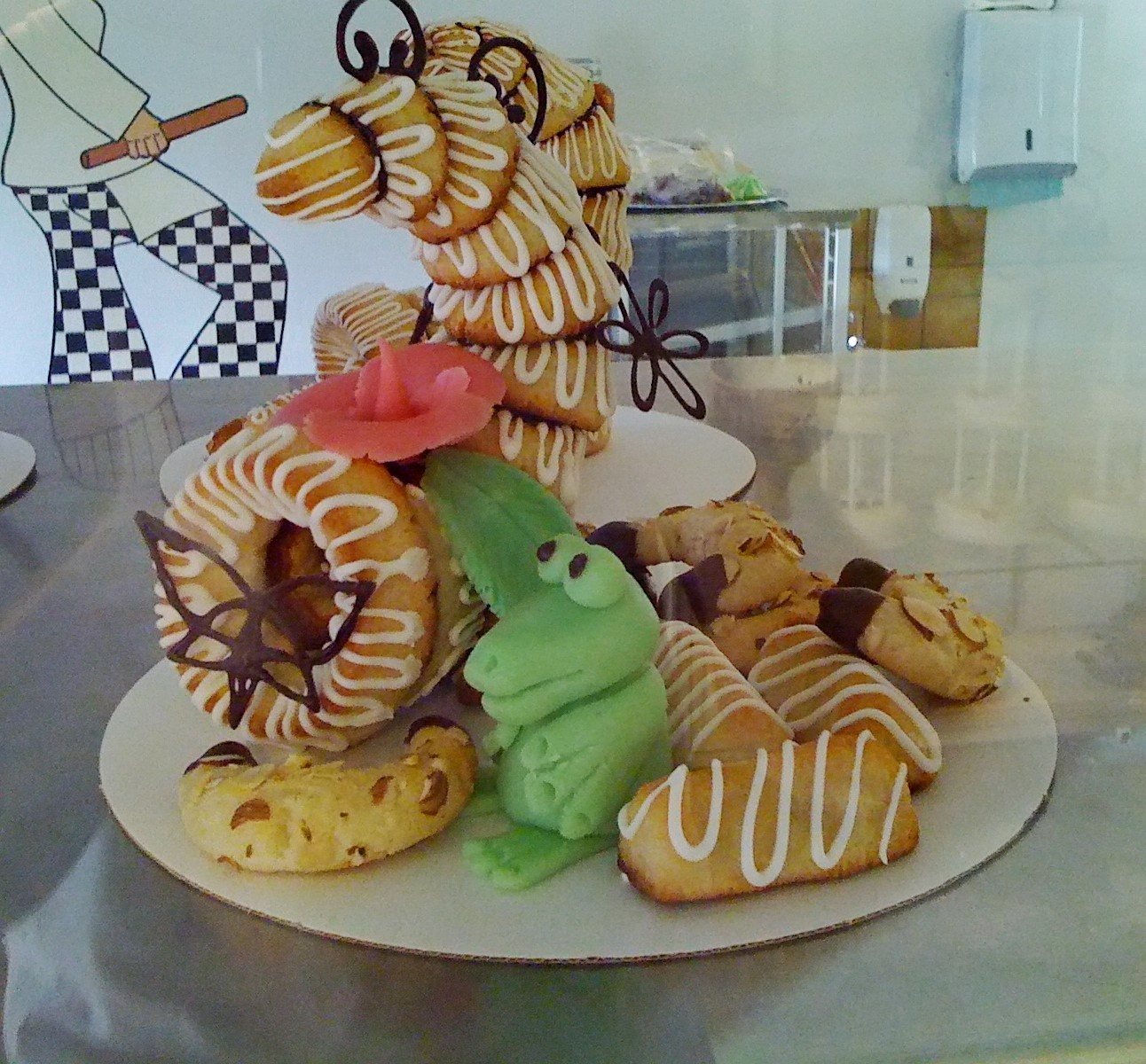
マジパンとチョコレートで飾ったoverflødighedshorn
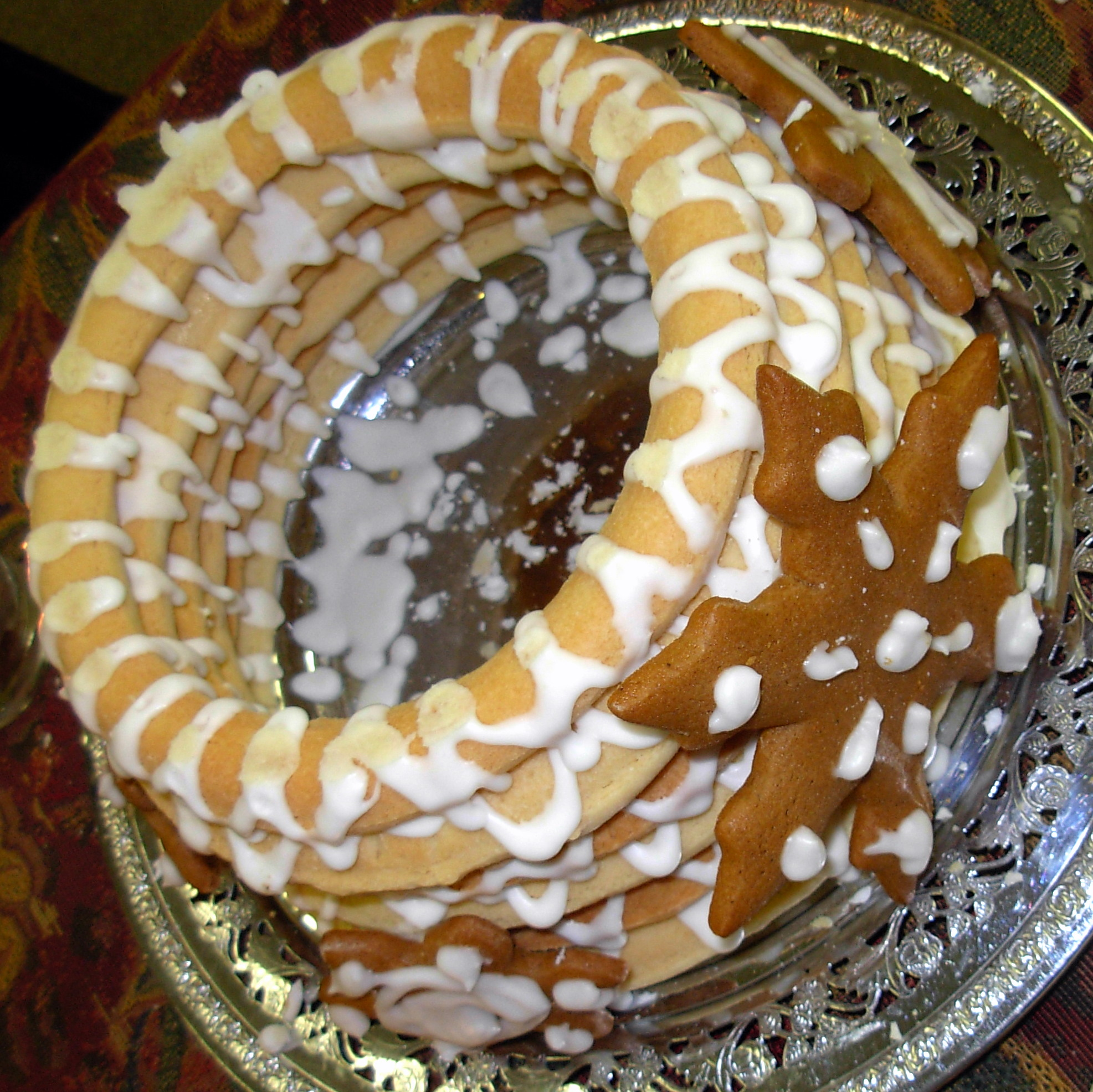
ジンジャーブレッドで飾ったカンセケーエ